# Autréville-Saint-Lambert
Autréville-Saint-Lambert là một xã thuộc tỉnh Meuse trong vùng Grand Est đông nam nước Pháp. Xã này nằm ở khu vực có độ cao từ 166-343 mét trên mực nước biển.